# Goliathratte
Die Goliathratte (Hyomys goliath) ist ein Nagetier aus der Gattung der Weißohr-Riesenratten (Hyomys). Sie kommt in den beiden Unterarten Hyomys goliath goliath und Hyomys goliath strobilurus  in der Region von Mount Hagen im Westen Papua-Neuguineas bis zum äußersten Südosten der Insel sowie auf der Huon-Halbinsel vor. Wegen ihrer stattlichen Größe ist sie nach dem gleichnamigen Riesen aus dem Alten Testament benannt worden. 

## Merkmale
Männchen dieser Art erreichen eine Kopf-Rumpf-Länge von 295 bis 365 mm, eine Schwanzlänge von 256 bis 381 mm, eine Hinterfußlänge von 57 bis 60,4 mm, eine Ohrenlänge von 25 bis 26,9 mm und ein Gewicht von 750 bis 755 g. Die Weibchen sind größer. Sie erreichen eine Kopf-Rumpf-Länge von 302 bis 390 mm, eine Schwanzlänge von 270 bis 350 mm, eine Hinterfußlänge von 53 bis 64 mm, eine Ohrenlänge von 18,5 bis 28 mm und ein Gewicht von 850 bis 945 g. Die 60 mm langen Deckhaare sind weiß. Die Körperhaare sind bräunlichgrau. Um die Ohren herum sind weiße Haarbüschel. Die Fellhaare der Unterseite sind schmutzigweiß mit grauen Basen. Die Schwanzschuppen sind leicht gespitzt oder spatelförmig. Der größte Teil des Schwanzes, ungefähr 200 mm, ist weiß. Die Deckhaare der Unterart Hyomys goliath strobilurus sind gemischtfarbig. Einige sind schwarz mit weißen Spitzen, andere sind vollständig weiß. Die Ohrenbasen sind nicht weiß. Die Füße sind schwarz.
Die Zitzenformel beträgt 0/2=4.

## Lebensraum
Die Goliathratte bewohnt tropische Feuchtwälder, Waldränder, alte Gärten und nachwachsende Waldgebiete in der Nähe von Dörfern in Höhenlagen zwischen 1500 m und 2800 m.

## Lebensweise
Die Goliathratte gräbt ihr Nest in den Boden, in Höhlen unter Baumwurzeln, unter Felsen oder unter umgefallenen Bäumen. Die Nahrung umfasst Schößlinge von wildem Bambus und Palmen und die Nüsse von wilden Schraubenbäumen. Gelegentlich fällt sie in Gärten ein. Die Fortpflanzung gilt als relativ langsam. In der Regel wird nur ein Junges geboren, wobei ein Weibchen mit einem saugenden Neugeborenen im Dezember beobachtet wurde.

## Status
Die Goliathratte wird von der IUCN als „nicht gefährdet“ (least concern) klassifiziert. Sie gilt als nicht besonders häufig, aber auch nicht als selten. Die indigenen Völker, wie die Daribi in der Chimbu Province oder die Stämme der Cromwell Mountains jagen sie mit Hunden als Nahrungsquelle.